# Asotin megye
Asotin megye az Amerikai Egyesült Államokban, azon belül Washington államban található. Megyeszékhelye Asotin, legnagyobb városa Clarkston. Lakosainak száma 22 285 fő (2020. április 1.).

## Szomszédos megyék
- Whitman megye (észak)
- Nez Perce megye (kelet)
- Wallowa megye (dél)
- Garfield megye (nyugat)

## Népesség
A megye népességének változása:
| Lakosok száma | 21 697 | 21 912 | 21 877 | 22 110 | 22 105 | 22 285 |
|               | 2010   | 2011   | 2012   | 2013   | 2015   | 2020   |